# Triết học xã hội
Triết học xã hội là bộ môn triết học nghiên cứu về những vấn đề quan tâm trong hành vi xã hội mà thường là hành vi của con người. Triết học xã hội đề cập đến rất nhiều vấn đề từ cá nhân con người có ý nghĩa gì cho đên tính hợp pháp của luật lệ, từ khế ước xã hội cho đến các tiêu chí của một cuộc cách mạng, từ chức năng của những hành động thường ngày cho đến tính hiệu quả của môn khoa học về văn hóa, từ những thay đổi trong phân bố nhân khẩu của con người cho đến trật tự xã hội như trong cách tổ chức tập thể của một tổ ong.
Triết học xã hội chính là triết học về khoa học xã hội khi nghiên cứu bản chất của khoa học xã hội hiểu theo nghĩa chung hay hiểu cụ thể hẹp hơn là bộ môn xã hội học, và nghiên cứu mối quan hệ giữa các môn khoa học xã hội này với nhau và với cả khoa học tự nhiên.
Triết học xã hội còn được hiểu theo nghĩa khác là một phân môn hẹp chuyên nghiên cứu việc áp dụng các nguyên lý chung về đạo đức vào việc giải quyết các vấn đề như tự do, bình đẳng, công bằng, và nhà nước.